# شهرستان مومچیلگراد
شهرستان مومچیلگراد (به بلغاری: Momchilgrad Municipality) یک شهرستان در بلغارستان است که در استان کرجالی واقع شده‌است. شهرستان مومچیلگراد ۳۵۸٫۱۲ کیلومتر مربع مساحت و ۱۶٬۲۶۳ نفر جمعیت دارد.